# Giovanni Battista Beccaria
Giovanni Battista Beccaria (ur. 3 października 1716 w Mondovì, zm. 27 maja 1781 w Turynie) – włoski fizyk i zakonnik, profesor Uniwersytetu w Turynie. Był jednym z pionierów badań elektryczności. Wprowadził do fizyki pojęcie oporu stawianego przepływowi prądu przez przewodnik.